# Campagnac-lès-Quercy
Campagnac-lès-Quercy är en kommun i departementet Dordogne i regionen Nouvelle-Aquitaine i sydvästra Frankrike. Kommunen ligger i kantonen Villefranche-du-Périgord som tillhör arrondissementet Sarlat-la-Canéda. År 2022 hade Campagnac-lès-Quercy 324 invånare.

## Befolkningsutveckling
Antalet invånare i kommunen Campagnac-lès-Quercy
Referens:INSEE